# Kupcsay Felicián
Kupcsay Felicián (Hosszúfalu, ma Négyfalu része, 1876. június 8. – Budapest, 1964. február 5.) író, miniszteri tanácsos (jogász)

## Élete
Édesapja Kupcsay János (Berzevice, 1840. május 8. - Brassó, 1910. május 12.) szobrászművész, fafaragást tanító szaktanár, aki egyebek közt Istók János, Köllő Miklós, Mattis Teutsch János mestere is volt egykor.
A középiskolát brassói Honterusz főgimnáziumban végezte (ma Áprily Lajos Főgimnázium, majd tanulmányait Kolozsvárott a tudományegyetem jogi fakultásán folytatta. Mint végzett diplomás jogász lépett Brassó vármegye szolgálatába, ahonnét néhány esztendő elteltével szolgálattételre Budapestre vezényelték, a Vallás- és Közoktatásügyi Minisztériumba.
Édesapja pártfogolásával többször is bejárta Európa országait. Tanulmány útja során járt egyebek közt Berlinben, Hamburgban, az Északi tengernél, Londonban, és Belgium déli részeinél Párizsba menet.
A Vallás- és Közoktatásügyi Minisztériumban különféle beosztásokban dolgozott, az 1920-as években a tankönyvügyi, majd nyugdíjazásáig a művészeti ügyosztály vezetője (1934). Szaktudásának köszönhetően fokozatosan lépett elő a hivatali ranglétrán, míg végül miniszteri tanácsosként működött Klebelsberg Kuno minisztersége idején. Neve több - a miniszter által - létrejött állami rendezvényen előkerült. 1934-ben nyugdíjazták, majd később mint nyugdíjas jogi tanácsadó részt vett a Szerzői Jogi Szakértő Bizottság munkájában, amelynek tagja is lett 1944 év végéig. A háború után, mint "horthysta filmcenzor", és mint "horthysta főhivatalnok" háttérbe szorult személye, és az 1950-es években széles körű nyelvtudása, és tanügyi jogi szakismerete ellenére csak kisegítő állásokat kaphatott, a legalacsonyabbra megállapított nyugdíja mellett. Egyebek között a kőbányai Metalloglobus Fémipari és Értékesítő Vállalatnál volt éjjeliőr.
Jogi pontossága és széles körű általános műveltsége tükröződik írásaiban, mind a leírások pontossága terén, mind pedig a témát megközelítő szemléletében. Olvasmányos, magával-ragadó írásai jobbára napi munkája mellett születtek. Így vall írói hitvallásáról: Ex Deo nascimur, in Jesu murimur, reviscimus in Spiritu Sancto, azaz Istentől születünk, s az Igazság megismerésében hal meg lényünk, s a magasztos szellemi élet tüzében újraszületünk.
Elbeszélései jelentek meg a Budapesti Naplóban (1901), Urániában (1903, 08, 11), A Hétben (1905, 1907, 1910, 1913, 1915), a Nyugatban (1908), a Vasárnapi Ujságban (1908), A Polgárban (1909), az Életben (1914), az Érdekes Újság Dekameronjában (1915), a Budapesti Hírlapban (1915/8), de talán a legtöbbet az Új Idők hasábjain publikált.

## Művei
- Szent hazugság (elbeszélés) - Sepsiszentgyörgy, 1903.
- Zarathustra múmiája - Magyar Könyvtár sorozatban (Kiadó: Lampel Róbert (Wodianer F. és fiai) Budapest, 1906., majd önálló kötetként: Lampel R. Kk. (Wodianer F. és Fiai) R. T. Könyvkiadóvállalata - Budapest, 1911.
- A szeretet vize - Kiadja: Hornyánszky V. Könyvnyomdája, Budapest, 1906.
- A boldogság kiskátéja (elbeszélések) - Budapest, 1910.
- Gyilkosság a Magány utcában és egyéb gyilkosságok (elbeszélések) - Kiadó: Franklin-Társulat, Budapest, 1931.